# Élections législatives de 1898 dans les Ardennes
Les élections législatives de 1898 ont eu lieu les 8 et 22 mai 1898.

## Députés élus
|   | Circonscription | Député sortant |  | Groupe parlementaire | Député élu              |  | Groupe parlementaire       |
| - | --------------- | -------------- |  | -------------------- | ----------------------- |  | -------------------------- |
| 1 | Mézières        |                |  |                      | Gaétan Albert-Poulain   |  | Union socialiste           |
| 2 | Rethel          |                |  |                      | Maurice Ternaux-Compans |  | Républicains progressistes |
| 3 | Rocroi          |                |  |                      | Henri Dunaime           |  | Gauche démocratique        |
| 4 | Sedan           |                |  |                      | Élysée Lassalle         |  | Union socialiste           |
| 5 | Vouziers        |                |  |                      | Lucien Hubert           |  | Gauche démocratique        |

## Résultats à l'échelle du département
| Partis         | Partis                                   | Premier tour | Premier tour | Deuxième tour | Deuxième tour | Sièges |
| Partis         | Partis                                   | Voix         | %            | Voix          | %             | Sièges |
| -------------- | ---------------------------------------- | ------------ | ------------ | ------------- | ------------- | ------ |
|                | Républicains progressistes               | 26 687       | 37,51        | 27 933        | 61,42         | 2      |
|                | Parti ouvrier socialiste révolutionnaire | 21 243       | 29,86        | 11 881        | 26,12         | 2      |
|                | Radicaux-socialistes                     | 16 217       | 22,80        | 5 665         | 12,46         | 1      |
|                | Radicaux                                 | 6 995        | 9,83         |               |               | 0      |
|                |                                          |              |              |               |               |        |
| Inscrits       | Inscrits                                 | 88 124       | 100,00       | 54 749        | 100,00        | 5      |
| Votants        | Votants                                  | 72 047       | 81,76        | 45 979        | 83,98         |        |
| Abstentions    | Abstentions                              | 16 077       | 18,24        | 8 770         | 16,02         |        |
| Blancs et nuls | Blancs et nuls                           | 905          | 1,26         | 500           | 1,09          |        |
| Exprimés       | Exprimés                                 | 71 142       | 98,74        | 45 479        | 98,91         |        |

## Résultats par arrondissement

### Arrondissement de Mézières
| Candidat       | Candidat              | Parti                    | Premier tour | Premier tour | Deuxième tour | Deuxième tour |
| Candidat       | Candidat              | Parti                    | Voix         | %            | Voix          | %             |
| -------------- | --------------------- | ------------------------ | ------------ | ------------ | ------------- | ------------- |
|                | Gaétan Albert-Poulain | POSR                     | 9 657        | 46,58        | 11 881        | 55,68         |
|                | Adrien de Wignacourt  | Républicain progressiste | 6 508        | 31,39        | 9 457         | 44,32         |
|                | Corneau               | Radical-socialiste       | 4 567        | 22,03        |               |               |
|                |                       |                          |              |              |               |               |
| Inscrits       | Inscrits              | Inscrits                 | 25 848       | 100,00       | 25 848        | 100,00        |
| Votants        | Votants               | Votants                  | 20 899       | 80,85        | 21 617        | 83,63         |
| Abstention     | Abstention            | Abstention               | 4 939        | 19,11        | 4 231         | 16,37         |
| Blancs et nuls | Blancs et nuls        | Blancs et nuls           | 167          | 0,80         | 279           | 1,29          |
| Exprimés       | Exprimés              | Exprimés                 | 20 732       | 99,20        | 21 338        | 98,71         |

### Arrondissement de Rethel
| Candidat       | Candidat                | Parti                    | Premier tour | Premier tour | Deuxième tour | Deuxième tour |
| Candidat       | Candidat                | Parti                    | Voix         | %            | Voix          | %             |
| -------------- | ----------------------- | ------------------------ | ------------ | ------------ | ------------- | ------------- |
|                | Maurice Ternaux-Compans | Républicain progressiste | 5 694        | 47,31        | 7 099         | 55,77         |
|                | Chappe                  | Républicain progressiste | 4 958        | 41,19        | 5 630         | 44,23         |
|                | Ferron                  | POSR                     | 1 384        | 11,50        |               |               |
|                |                         |                          |              |              |               |               |
| Inscrits       | Inscrits                | Inscrits                 | 15 398       | 100,00       | 15 398        | 100,00        |
| Votants        | Votants                 | Votants                  | 12 384       | 80,43        | 12 896        | 83,75         |
| Abstention     | Abstention              | Abstention               | 3 014        | 19,57        | 2 502         | 16,25         |
| Blancs et nuls | Blancs et nuls          | Blancs et nuls           | 348          | 2,81         | 167           | 1,29          |
| Exprimés       | Exprimés                | Exprimés                 | 12 036       | 97,19        | 12 729        | 98,71         |

### Arrondissement de Rocroi
| Candidat       | Candidat        | Parti                    | Premier tour | Premier tour | Deuxième tour | Deuxième tour |
| Candidat       | Candidat        | Parti                    | Voix         | %            | Voix          | %             |
| -------------- | --------------- | ------------------------ | ------------ | ------------ | ------------- | ------------- |
|                | Henri Dunaime   | Républicain progressiste | 4 932        | 45,87        | 5 747         | 50,36         |
|                | Lartigue        | Radical-socialiste       | 3 343        | 31,09        | 5 665         | 49,64         |
|                | Lambert-Hamaide | POSR                     | 2 478        | 23,04        |               |               |
|                |                 |                          |              |              |               |               |
| Inscrits       | Inscrits        | Inscrits                 | 13 505       | 100,00       | 13 503        | 100,00        |
| Votants        | Votants         | Votants                  | 10 836       | 80,24        | 11 466        | 84,91         |
| Abstention     | Abstention      | Abstention               | 2 669        | 19,76        | 2 037         | 15,09         |
| Blancs et nuls | Blancs et nuls  | Blancs et nuls           | 83           | 0,77         | 54            | 0,47          |
| Exprimés       | Exprimés        | Exprimés                 | 10 753       | 99,23        | 11 412        | 99,53         |

### Arrondissement de Sedan
| Candidat       | Candidat        | Parti          | Premier tour | Premier tour |
| Candidat       | Candidat        | Parti          | Voix         | %            |
| -------------- | --------------- | -------------- | ------------ | ------------ |
|                | Élysée Lassalle | POSR           | 7 724        | 52,48        |
|                | Charpentier     | Radical        | 6 995        | 47,52        |
|                |                 |                |              |              |
| Inscrits       | Inscrits        | Inscrits       | 18 169       | 100,00       |
| Votants        | Votants         | Votants        | 14 880       | 81,90        |
| Abstention     | Abstention      | Abstention     | 3 289        | 18,10        |
| Blancs et nuls | Blancs et nuls  | Blancs et nuls | 161          | 1,08         |
| Exprimés       | Exprimés        | Exprimés       | 14 719       | 98,92        |

### Arrondissement de Vouziers
| Candidat       | Candidat       | Parti                    | Premier tour | Premier tour |
| Candidat       | Candidat       | Parti                    | Voix         | %            |
| -------------- | -------------- | ------------------------ | ------------ | ------------ |
|                | Lucien Hubert  | Radical-socialiste       | 8 307        | 64,39        |
|                | Gérard         | Républicain progressiste | 4 595        | 35,61        |
|                |                |                          |              |              |
| Inscrits       | Inscrits       | Inscrits                 | 15 204       | 100,00       |
| Votants        | Votants        | Votants                  | 13 048       | 85,82        |
| Abstention     | Abstention     | Abstention               | 2 156        | 14,18        |
| Blancs et nuls | Blancs et nuls | Blancs et nuls           | 146          | 1,12         |
| Exprimés       | Exprimés       | Exprimés                 | 12 902       | 98,88        |